# (33430) 1999 EH
1999 إي إتش (ويعرف أيضًا باسم (33430) 1999 إي إتش وفق تسمية الكوكب الصغير) (بالإنجليزية: 1999 EH)‏ هو كويكب ضمن حزام الكويكبات؛ وترتيبه 33430 من حيث الاكتشاف.
اكتُشف هذا الجُرم الفلكي بواسطة جون بروفتون في 7 مارس 1999.

## وصلات خارجية
- (33430) 1999 EH في قاعدة بيانات مختبر الدفع النفاث لأجرام النظام الشمسي الصغيرة

- الاكتشاف · مخطط المدار ·  العناصر المدارية · المعلمات المادية

- (33430) 1999 EH على موقع ويكي سكاي: DSS2, SDSS, GALEX, IRAS, Hydrogen α, X-Ray, Astrophoto, Sky Map, Articles and images